# Carignan-de-Bordeaux
Carignan-de-Bordeaux is een gemeente in het Franse departement Gironde (regio Nouvelle-Aquitaine). De plaats maakt deel uit van het arrondissement Bordeaux. Carignan-de-Bordeaux telde op 1 januari 2022 4.312 inwoners.

## Geografie
De oppervlakte van Carignan-de-Bordeaux bedroeg op 1 januari 2022 8,78 vierkante kilometer; de bevolkingsdichtheid was toen 491,1 inwoners per km².

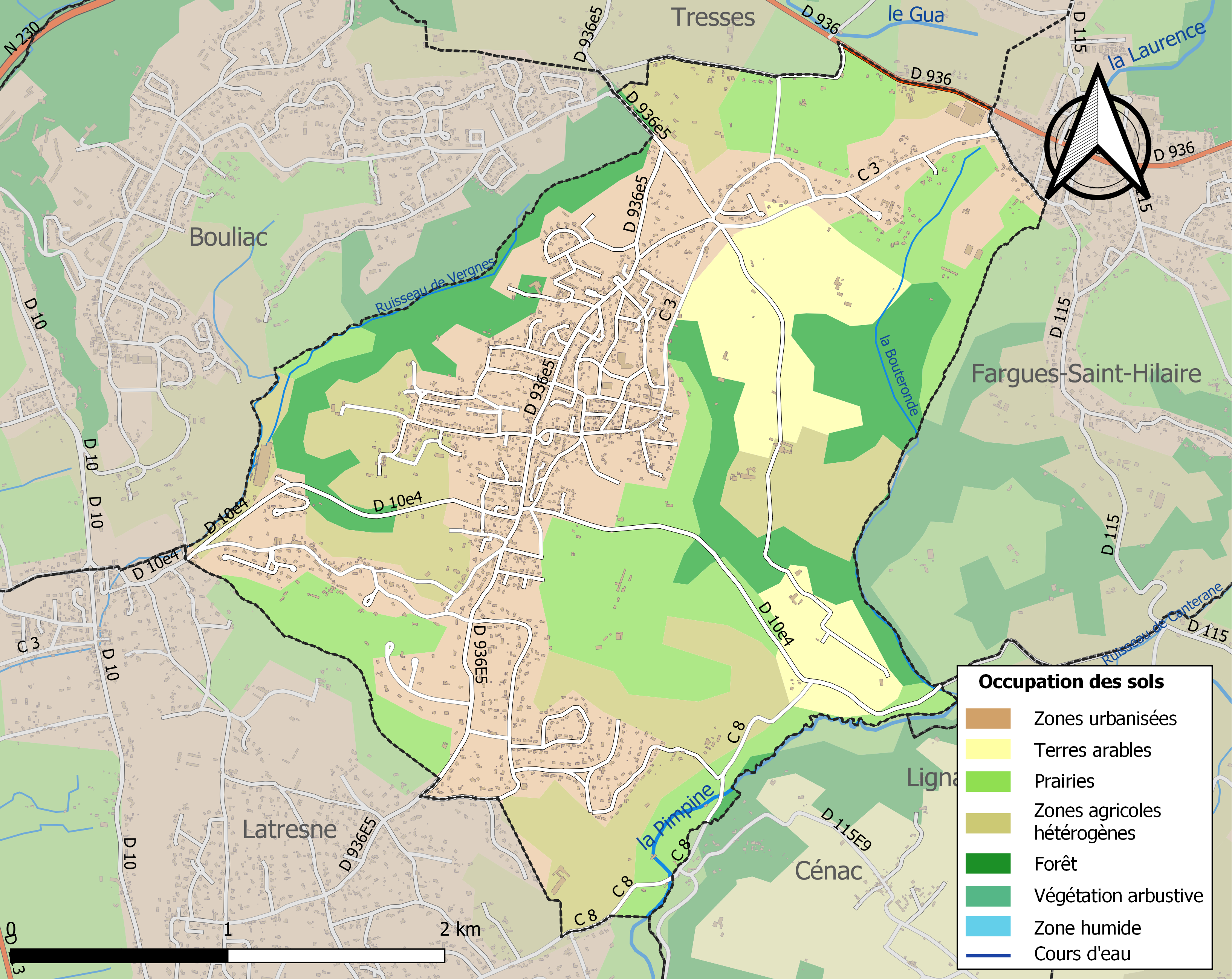
Kaart van de gemeente met belangrijkste infrastructuur, bodemgebruik en omliggende gemeenten

## Demografie
Onderstaande figuur toont het verloop van het inwonertal (bron: INSEE-tellingen).